# Xoridesopus
Xoridesopus är ett släkte av steklar. Xoridesopus ingår i familjen brokparasitsteklar.

## Dottertaxa tillXoridesopus, i alfabetisk ordning[1]
- Xoridesopus aciculatus
- Xoridesopus annulicornis
- Xoridesopus asperus
- Xoridesopus baltazarae
- Xoridesopus bicoloratus
- Xoridesopus dominator
- Xoridesopus excultus
- Xoridesopus flavispeculum
- Xoridesopus fuscatus
- Xoridesopus heinrichi
- Xoridesopus infuscatus
- Xoridesopus jonathani
- Xoridesopus kamathi
- Xoridesopus kosemponis
- Xoridesopus leucotarsus
- Xoridesopus lineatus
- Xoridesopus maculatus
- Xoridesopus manisi
- Xoridesopus nigrifemur
- Xoridesopus nigrispeculum
- Xoridesopus nigritibia
- Xoridesopus notialis
- Xoridesopus orientalis
- Xoridesopus pyrrhogaster
- Xoridesopus reticulatus
- Xoridesopus rugosus
- Xoridesopus schuleri
- Xoridesopus striatus
- Xoridesopus sulawensis
- Xoridesopus taihokensis
- Xoridesopus taihorinus
- Xoridesopus tumulus
- Xoridesopus variegatus
- Xoridesopus verticalis
- Xoridesopus xanthosema
- Xoridesopus xanthosternum